# Southbridge Towers
Southbridge Towers es un gran desarrollo cooperativo de viviendas ubicado en el vecindario del Civic Center del Lower Manhattan, en Nueva York (Estados Unidos). El complejo fue construido entre 1961 y 1971 por Tishman Realty & Construction como una cooperativa subsidiada bajo el programa de vivienda Mitchell-Lama. Está situado al sur de la rampa de entrada al Puente de Brooklyn entre las calles Pearl, Frankfort, Gold y Fulton. Southbridge consta de cuatro torres de 27 pisos y cinco edificios de 6 pisos, que en conjunto incluyen 1651 apartamentos con un total de 30 804 m² de superficie construida. La torre I y II miden 86 m, y las III y IV, 83 m.
En octubre de 2005, la junta directiva de la cooperativa votó para emprender un estudio que podría costar hasta 25 000 dólares para explorar la privatización del complejo de edificios.
En septiembre de 2014, los residentes de Southbridge Towers votaron a favor de la privatización según la ley Mitchell-Lama y la reconstitución como cooperativa privada. La privatización se completó el 10 de septiembre de 2015.